# Granatina
Granatina is een geslacht van zangvogels uit de familie prachtvinken (Estrildidae). De twee soorten:
- Granatina granatina  – Granaatastrild
- Granatina ianthinogaster  – Blauwbuikgranaatastrild